# Дарртаун (Огайо)
Дарртаун (англ. Darrtown) — переписна місцевість (CDP) в США, в окрузі Батлер штату Огайо. Населення — 514 особи (2020).

## Географія
Дарртаун розташований за координатами 39°29′51″ пн. ш. 84°40′9″ зх. д. / 39.49750° пн. ш. 84.66917° зх. д. (39.497472, -84.669033).  За даними Бюро перепису населення США в 2010 році переписна місцевість мала площу 6,10 км², уся площа — суходіл.

## Демографія
Згідно з переписом 2010 року, у переписній місцевості мешкало 516 осіб у 218 домогосподарствах у складі 152 родин. Густота населення становила 85 осіб/км².  Було 224 помешкання (37/км²).
Расовий склад населення:
| - 98,4 % — білих - 0,4 % — корінних американців - 0,4 % — чорних або афроамериканців |

До двох чи більше рас належало 0,8 %. Частка іспаномовних становила 0,4 % від усіх жителів.
За віковим діапазоном населення розподілялося таким чином: 19,2 % — особи молодші 18 років, 68,6 % — особи у віці 18—64 років, 12,2 % — особи у віці 65 років та старші. Медіана віку мешканця становила 44,2 року. На 100 осіб жіночої статі у переписній місцевості припадало 94,0 чоловіків;  на 100 жінок у віці від 18 років та старших — 94,0 чоловіків також старших 18 років.
Середній дохід на одне домашнє господарство  становив 107 566 доларів США (медіана — 86 667), а середній дохід на одну сім'ю — 129 934 долари (медіана — 101 250). 
Цивільне працевлаштоване населення становило 213 особи. Основні галузі зайнятості: освіта, охорона здоров'я та соціальна допомога — 28,6 %, науковці, спеціалісти, менеджери — 21,6 %, виробництво — 15,0 %, роздрібна торгівля — 13,6 %.